# Cognition

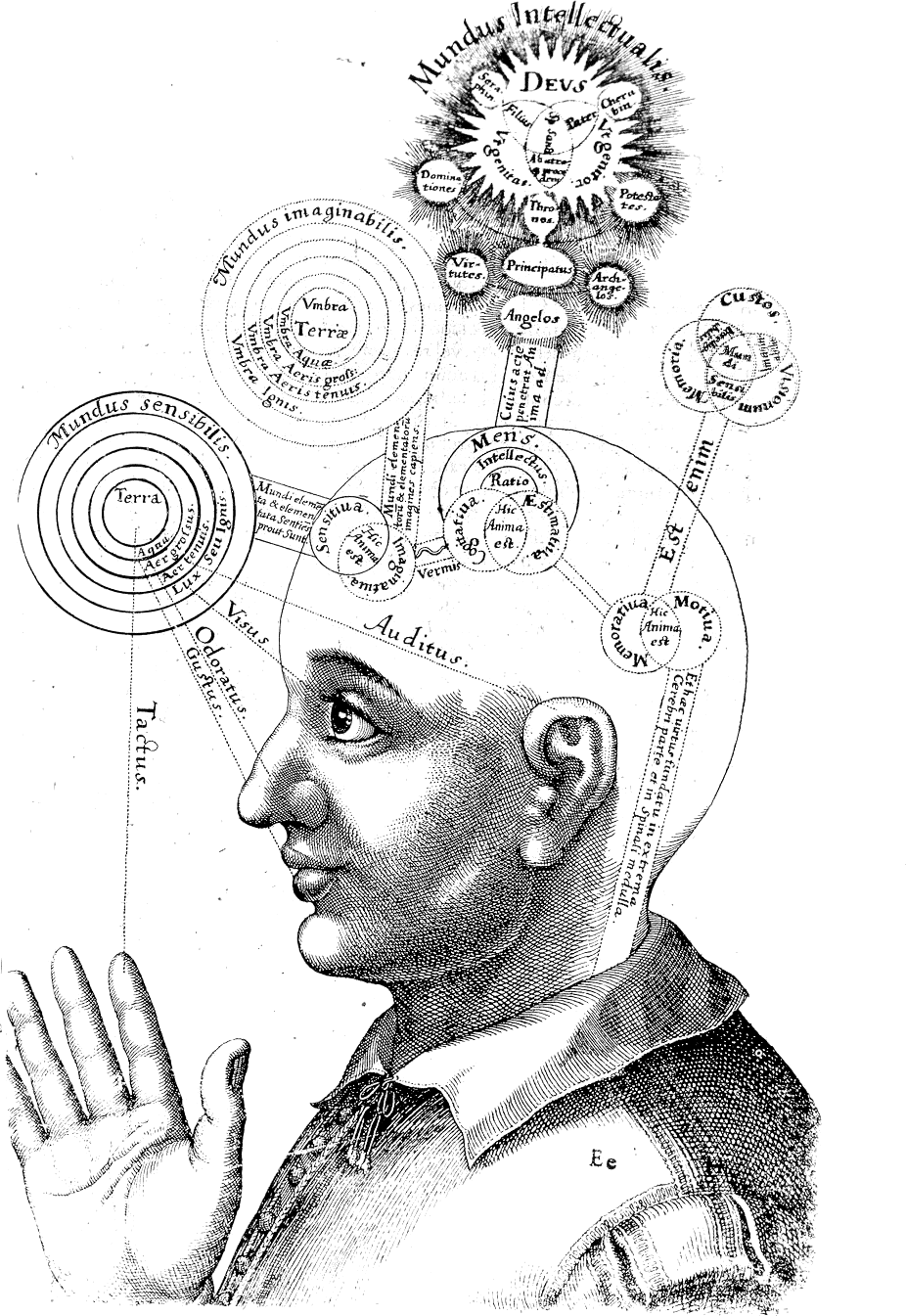

La cognition est l'ensemble des processus mentaux qui se rapportent à la fonction de connaissance et mettent en jeu la mémoire, le langage, le raisonnement, l'apprentissage, l'intelligence, la résolution de problèmes, la prise de décision, la perception ou l'attention. Ces processus cognitifs ont été mis au jour par un petit groupe de psychologues de Harvard dans les années 1955-1960, notamment autour de Jerome Bruner,, et de George Miller dans ce qui a été désigné comme la « révolution cognitive »,. Critiques vis-à-vis des échecs du béhaviorisme d'alors qui interdisait toute hypothèse sur le fonctionnement mental, ils vont, au contraire, en actifs témoins de la cybernétique naissante, modéliser le fonctionnement de la pensée sous forme de régulation permanente entre perceptions et actions et l'unifier, en termes d'apprentissages informatifs et adaptatifs, à l'ensemble des processus mentaux, y compris les émotions et la fonction affective, traditionnellement séparée des processus de (re)connaissance et supposée réservée (à tort) aux uniques thèses psychanalytiques[réf. souhaitée].
Aujourd'hui, le terme cognition peut également être utilisé pour désigner non seulement les processus de traitement de l'information dits « de haut niveau » tels que le raisonnement, la mémoire, la prise de décision et les fonctions exécutives en général mais aussi des processus plus élémentaires comme la perception, la motricité ainsi que les émotions. Par exemple, selon António Damásio, dans son livre L'erreur de Descartes, les émotions font partie des fonctions cognitives car le raisonnement et la prise de décision ne peuvent pas se faire sans les émotions.
La cognition est souvent étendue au-delà du seul cadre de la cognition humaine pour inclure tous les processus « intelligents » y compris chez les animaux non humains ou mis en œuvre au sein de systèmes artificiels, comme les ordinateurs.
Les sciences cognitives rassemblent l'ensemble des domaines scientifiques consacrés à l'étude de la cognition, notamment les neurosciences, la psychologie, la linguistique, l'intelligence artificielle, les mathématiques appliquées à la modélisation des fonctions mentales, l'anthropologie et la philosophie de l'esprit. Cette recherche transdisciplinaire est souvent fédérée par des hypothèses relatives à la nature de la cognition, conçue comme simulation, comme manipulation formelle de symboles ou encore comme une propriété émergeant des systèmes complexes.
La définition exacte de la cognition et des relations entre activités mentales et cérébrales (le « Problème corps-esprit ») reste l'objet de nombreux débats dans les sciences contemporaines (psychologie, intelligence artificielle, philosophie, etc.). À la suite de la « révolution cognitiviste », la perspective dominante depuis le milieu du XXe siècle regroupe sous le terme de cognition les fonctions dont est doté l'esprit humain et par lesquelles nous construisons une représentation opératoire de la réalité à partir de nos perceptions, susceptible en particulier de nourrir nos raisonnements et guider nos actions. D'autres courants de recherche critiquent cette perspective représentationnaliste et caractérisent au contraire la cognition comme un phénomène essentiellement dynamique et émergent.

## Cognition froide contre cognition chaude
Fondée sur la vision propre à la philosophie classique de l'être humain cogitans puis inspirée par la métaphore du cerveau-ordinateur issue de l'intelligence artificielle, l'étude de la cognition humaine s'est d'abord intéressée aux grandes fonctions de l'esprit humain, comme le raisonnement, la mémoire, le langage, la conscience… laissant de côté l'affect, l'instinct ou l'éthique.
Toutefois, bien que nées de ce cadre conceptuel, les sciences cognitives ont assez rapidement brisé ce découpage en montrant les multiples interactions qu'il pouvait y avoir entre, par exemple, l'affect et la mémoire, l'éthique et le raisonnement, etc. Le titre du livre d'António Damásio, (L'Erreur de Descartes) illustre cette évolution : contre René Descartes, qui voit la raison comme proprement humaine et détachée des autres composantes de l'homme, le neurologue oppose une approche dans laquelle émotions et raisonnement interagissent. Par exemple, la mémorisation et l'apprentissage sont plus efficaces s'ils s'accompagnent d'un stimulus émotionnel. La distinction entre émotion et abstraction repose néanmoins sur une base neurologique. Ainsi, une grande partie des sujets souffrant d'une lésion cérébrale dans le cortex préfrontal sont incapables de réagir correctement à une situation émotionnelle, tout en étant parfaitement capables de raisonnements abstraits. L'influence des émotions sur les décisions intéresse l'économie expérimentale, qui a montré que les individus peuvent agir irrationnellement là où les théories économiques classiques postulent la rationalité des agents. Le terme cognition inclut donc aujourd'hui un ensemble très vaste de processus mentaux.
Par ailleurs, les progrès effectués dans l'étude du comportement animal par l'éthologie cognitive ont aussi contesté cette conception d'une cognition humaine en montrant que les animaux étaient aussi capables de raisonnement, de mémoire. À l'inverse, cette discipline a permis de mieux cerner les facultés cognitives propres à l'homme [Lesquelles ?]. Aujourd'hui, ces travaux s'inscrivent dans une perspective de la théorie de l'évolution qui cherche à mieux comprendre comment sont apparues et ont évolué les différentes facultés cognitives.

## Cognition artificielle
Les progrès effectués dans l'étude de la cognition humaine et animale ont rapidement fait l'objet de transpositions partielles dans certains systèmes d'information et dans des applications de gestion des connaissances.
La métaphore souvent utilisée est celle du traitement de l'information. Avec une entrée (input), une évaluation (traitement, avec différentes étapes), une réponse ou sortie (output).
Le « traitement de l'information » est lié à au moins trois variables :
- les événements cognitifs : les pensées accessibles facilement à la conscience ;
- les perceptions de la réalité ;
- les schémas cognitifs : inconscients, croyances profondes, expériences, et représentations du monde.

## Cognition située et incarnée
- Référence : Andy Clark[9] : (en) Being There : Putting Brain, Body, and World Together Again, The MIT Press, 1997 (lire en ligne [PDF]).
- Pour développer cette notion, on peut entre autres se référer aux travaux des neurobiologistes Gerald Edelman[10], Francisco Varela et à sa théorie de l'énaction[11] ou plus récemment Lionel Naccache[12].

## Des sciences cognitives à la science de la cognition
L'une des conséquences de ces interactions pluridisciplinaires, au sein de ce qu'on appelle, la cognition, est de changer de façon importante la façon dont s'organisent les thématiques de recherche en sciences cognitives. Celles-ci ne se structurent donc non plus seulement par rapport aux différents objets d'étude traditionnels des disciplines constitutives de ce domaine de recherche (les neurones et le cerveau pour les neurosciences, les processus mentaux pour la psychologie, le comportement animal pour l'éthologie, l'algorithmique et la modélisation pour l'informatique, etc.) mais aussi souvent autour des fonctions cognitives que l'on cherche à isoler les unes des autres. Des chercheurs de plusieurs disciplines s'intéresseront collectivement, par exemple, à la mémoire ou au langage. Cette mutation se manifeste dans l'émergence du vocable : science de la cognition qui traduit, ou revendique, le fait que ce domaine pluridisciplinaire est en passe de se constituer comme une science, unifiée et à part entière.